# Wintertuinfestival
Het Wintertuinfestival is een jaarlijks literatuurfestival, georganiseerd door het productiehuis Wintertuin. Het vindt plaats in de laatste week van november in Nijmegen. 
Het is een evenement waarbij het grote publiek kan kennismaken met schrijvers, dichters, kunstenaars, muzikanten en wetenschappers. Ieder jaar staat er een bijzonder thema centraal, waarover de betrokkenen met elkaar in discussie gaan. 

## Geschiedenis
Het festival vond in 1991 voor het eerst plaats in Arnhem en was georganiseerd door Stichting Wintertuin. Vanaf 1995 vond het festival in zowel Arnhem als Nijmegen plaats. Tot 1999 was het daarna een tweejaarlijks festival van vier dagen in zowel Arnhem als Nijmegen. In 2010 kreeg het festival in Arnhem de eigen naam De geest moet waaien. In 2015 ging het literaire festival in Arnhem met een nieuwe formule van start onder de naam Nieuwe Types.
In 1991 werd het festival van 22 tot en met 24 februari gehouden in de Arnhemse Schouwburg onder de naan Gelders Literatuur Festival over theater en literatuur. Thomas Verbogt schreef voor dit festival een toneelstuk, getiteld Grote Drama's. Naast de theateroptredens was er een literatuurgedeelte onder de historische naam "De Wintertuin." Hierbij waren er drie literaire avonden gewijd aan telkens een ander thema: de schrijvers, het gedicht en de recensie.
In 1993 was het festival onder de naam Wintertuin uitgesmeerd over acht dagen, en vond het in Arnhem plaats in de schouwburg, het Filmhuis en het Gemeentemuseum. In 1995 werd het festival gehouden in Nijmegen in O'42 en in Concertgebouw de Vereeniging, en in Stadstheater Arnhem, de nieuwe naam van de schouwburg.
De eerste directeuren van het literair festival waren Ares Koopman tot 1996 en Jos Joosten tot 1998. Vanaf 1999 is Frank Tazelaar directeur en vindt het Wintertuinfestival jaarlijks plaats. In 2005 werd Literair Productiehuis Wintertuin opgericht en sindsdien worden er het hele jaar door activiteiten georganiseerd in Nederland, België en Duitsland. 
Van 2010 tot 2014 vond in Arnhem een jaarlijks festival De geest moet waaien plaats, dat is afgesplits van het Wintertuinfestival. Hier is tot 2012 de Johnny van Doornprijs uitgereikt. In oktober 2017 is Wintertuin op het gebied van talentontwikkeling aangesloten bij De Nieuwe Oost.
Het thema van 2018 was "Wat horen we, als we luisteren?". Het festival werd dat jaar gepresenteerd door Akwasi.

## Festivaledities 1999-2016

### Editie 1990-1999
| Editie                                                                   | Optredens (selectie) |
| ------------------------------------------------------------------------ | --- |
| Gelders Literatuur Festival met literatuurgedeelte "De Wintertuin," 1991 | Christine Kraft, H. H. ter Balkt, Benno Barnard, Marion Bloem, Ares Koopman (presentatie), Diana Ozon en Levi Weemoedt |
| Wintertuinfestival 1993 Buiten de perken                                 | Armando, Jan Cremer, Bas Heijne, Freek de Jonge, Rutger Kopland, Eric de Kuyper, Margriet de Moor, Connie Palmen en Simon Vinkenoog, Michaël Zeeman, en Joost Zwagerman. |
| Wintertuinfestival 1995                                                  | H.H. ter Balkt, Jaap Blonk, Carla Bogaards, Anneke Brassinga, Hugo Claus, Ronald Giphart, Jaap Harten, Youp van 't Hek, A.F.Th. van der Heijden, W.F. Hermans, Tim Krabbé, Yvonne Keuls,Neeltje Maria Min, Harry Mulisch, Diana Ozon, Drs P., Jean Pierre Rawie, Thomas Rosenboom, Henk Spaan, Simon Vinkenoog, Eddy van Vliet en Joost Zwagerman. |
| Wintertuinfestival 1997                                                  | |
| Wintertuinfestival 1999 Ik ben de maker                                  | Kader Abdolah, H.H. ter Balkt, Dirk van Bastelaere, Abdelkader Benali, J. Bernlef, Hugo Borst, Hafid Bouazza, Matthijs van Boxsel, Anneke Brassinga, Herman Brood, Remco Campert, Daan Cartens, Bart Chabot, Hugo Claus, Jules Deelder, Adriaan van Dis, Arjen Duinker, Anna Enquist, Martin Fondse, Piet Gerbrandy, Eva Gerlach, Ronald Giphart, Ruben van Gogh, Rijk de Gooyer, Gummbah, Kees 't Hart, Stefan Hertmans, Tsjêbbe Hettinga, Peter Holvoet-Hanssen, Wilfried de Jong, De Kift, Herman Koch, Gerrit Kouwenaar, Marc Kregting, Jan Kuitenbrouwer, Erik de Kuyper, Tom Lanoye, Huub van der Lubbe, Paul Mennes, Neeltje Maria Min, Michael Moore, Astrid Moors, Marcel Möring, Harry Mulisch, Charlotte Mutsaers, Matthijs van Nieuwkerk, Nelleke Noordervliet, Jeroen Olyslaegers, Tonnus Oosterhoff, Willem Jan Otten, Hagar Peeters, Koen Peeters, Arjan Peters, Yves Petry, Ilja Leonard Pfeijffer, Barber van de Pol, René Puthaar, Sven Ratzke, Thomas Rosenboom, K. Schippers, Rob Schouten, Solex, Henk Spaan, Maarten Spanjer, Erik Spinoy, Maarten Steenmeijer, Robertjan Stips, Mustafa Stitou, P.F. Thomése, Willem van Toorn, Manon Uphoff, Johan Vandenbroucke, Kamiel Vanhole, Hans Verhagen, Peter Verhelst, Simon Vinkenoog, Jake de Vos, Leo Vroman, Henk van der Waal, Menno Wigman, Koos van Zomeren en Marjet van Zuijlen |

### Edities 2000-09
| Editie                                      | Optredens (selectie) |
| ------------------------------------------- | --- |
| Wintertuinfestival 2000 Lof der traagheid   | Piet Gerbrandy, Arjen Duinker, Jos Joosten, Jan de Roder, Ramsey Nasr, Peer Wittenbols, Annette Embrechts, De dichters uit Epibreren, Daniël Dee, Albertina Soepboer, Menno Wigman, Ruben van Gogh, C. Breukers, Peter Holvoet-Hanssen, Han van der Vegt, Lydia Rood, Jan Cremer, Elsbeth Etty, Aleid Truijens, Stephan Enter, Esther Gerritsen, Jeroen Olyslaeghers, Peter Verhelst, Oscar van den Boogaard, Karel Glastra van Loon, Herman Franke, Bas Heijne, Hans Goedkoop, Chris Keulemans, Gummbah, Stefan Verwey, Kees 't Hart, Arjen Duinker, Paul de Wispelaere, Thomas Rosenboom, H.H. ter Balkt, Jana Beranová, Carla Bogaards, Bart Chabot, Margaretha Louwerse, Theo van Os, Hagar Peeters, Cees van der Pluijm, Djodjie Rintampessy, Mustafa Stitou en Elly de Waard                                                                    |
| Wintertuinfestival 2001 Circus onder Water  | Maria Barnas, Tommy Wieringa, Pam Emmerik, Francisco van Jole, Wilfried de Jong, Vincent Icke, Chiel Montagne, Koos van Zomeren, Elmer Schönberger, Jaap Scholten, Joost Zwagerman, Peter Verhelst, Natascha Gerson, Tom Lanoye, Tsead Bruinja, Daniël Dee, Frederik Lucien de Laere, Jannah Loontjes, Nilgün Yerli, Ann Demeester, Rick de Leeuw, J. Bernlef, Maaike Hartjes, Abdelkader Benali, Maghiel van Crevel, Ruben van Gogh, Ilja Leonard Pfeijffer, Joris van Casteren, Rene Puthaar, Mensje van Keulen, Elsbeth Etty, Floor Haakman, Thomas Verbogt, Anna Enquist, Tracy Splinter, Adriaan van Dis en Marlene van Niekerk |
| Wintertuinfestival 2002 Ooit                | Oscar van den Boogaard, Hermine Landvreugd, Maarten Spanjer, Khalid B oudou, Ola Mafaalani, Said El Haji, Erik Jan Harmens, Tonnus Oosterhoff, Tjitske Jansen, Wilfried de Jong, Martin Fondse, Wim Helsen, Piet Gerbrandy, Mark Manders, Geert Buelens, Wim Brands, Kees van Beijnum, Femke Halsema, Boris van der Ham, Ilja Leonard Pfeijffer, Menno Wigman, Kamagurka, Hans de Booij, Maria Stahlie, Jean Pierre Rawie, Arie Storm, Willem Melchior, Serge van Duijnhoven, Esther Gerritsen, Krang en Kasper van Kooten |
| Wintertuinfestival 2003 (On)pure literatuur | Saskia De Coster, Heleen van Royen, J. Perkin, H.H. ter Balkt, H.M. van den Brink, Hagar Peeters, Adriaan Jaeggi, Piet Gerbrandy, Mauro Pawlowksi, Jan Klug, Solex, Ilja Leonard Pfeijffer, Marcel Hensema, Jannah Loontjes, Peter Holvoet-Hanssen, Erik Jan Harmens, F. van Dixhoorn, Peer Wittenbols, Rense Sinkgraven, Rick de Leeuw, Ruben van Gogh, Leo Vroman, Maarten Das, Freek Lomme, Gijsbert Kamer, DJ St. Paul, Thibaud Delpeut, Tjitse Hofman, Tjitske Jansen, Tsead Bruinja, Albertina Soepboer en Ann Demeester |
| Wintertuinfestival 2004 Alleen maar Hits!   | Thomas Rosenboom, Frans Pointl, Remco Campert, Gummbah, Bob Fosko, Erik Jan Harmens, Hagar Peeters, Joris van Casteren, Menno Wigman, Saskia de Jong, Adriaan Jaeggi, Tomas Vanheste, Arie Storm, Mustafa Stitou, Tsead Bruinja, Vrouwkje Tuinman, Maurice Buehler, Pieter Boskma, Astrid Lampe, John Schoorl, Fred Papenhove, Ruben van Gogh, Tjitske Mussche, Sieger M. Geertsma en Esther Gerritsen |
| Wintertuinfestival 2005 Smaak               | Tsead Bruinja, Bart FM Droog, Serge van Duijnhoven, Ruben van Gogh, Martijn Grootendorst, Tjitse Hofman, Jan Klug, Astrid Moors, Didi de Paris, Hugo Spruijt, Martin Timmers, Jake de Vos, Menno Wigman, Erik Jan Harmens, Thepen & Lance, Maria Barnas, Peter Verhelst, Dimitri Verhulst, Monokino, Ill Skill Squad, Kutkoks, Fred Papenhove en John Schoorl |
| Wintertuinfestival 2006 Over Invloed        | Joost Zwagerman, Thomas Rosenboom, Ruud de Wild, Kluun, Alex van Warmerdam, Kees 't Hart, Alfred Schaffer, Ellen ten Damme, Esther Gerritsen, Tomas Ross, Kristien Hemmerechts, Gummbah, Jiggy Djé, Mike Watt, Roosbeef, Philip Freriks, Thomas Rosenboom, Cees van der Pluijm, Eefje Wentelteefje, P.F. Thomése, Joyce Roodnat, Tsead Bruinja, Wudstik, Anneke van Giersbergen, H.H. ter Balkt, Els Moors en De Mugwumps |
| Wintertuinfestival 2007 Ik ben hier         | Tommy Wieringa, A.F.Th. van der Heijden, Bart Chabot, Herman Brusselmans, Jan Mulder, Dan Le Sac Vs Scroobius Pip, Joost Zwagerman, Joyce Roodnat, Giel Beelen, Abdelkader Benali, Ilja Leonard Pfeijffer, Michiel Romeyn, Wilfried de Jong, Menno Wigman, Mustafa Stitou, Martin Bril, Tjeerd Bomhof, Lucky Fonz III, Gerbrand Bakker, Victoria Koblenko, Bob Fosko, Saša Stanišić, H.H. ter Balkt, Piet Paris, Rick de Leeuw, Maarten Spanjer, Merel Roze, Vrouwkje Tuinman, Erik Jan Harmens, Tsead Bruinja, DJ St. Paul, Rob van Erkelens, Eva Menasse en Jan Terlouw |
| Wintertuinfestival 2008 Faust               | Harry Mulisch, Connie Palmen, Thomas Rosenboom, Abdelkader Benali, Christiaan Weijts, Eefje Wentelteefje, P.F. Thomése, Thomas Verbogt, Jan Eilander, Jaap Robben, Christiaan Weijts, De Staat, Fuck the Writer, Roosbeef, Anneke van Giersbergen, I'm from Barcelona, Alexander Osang, Blue Flamingo, Astrid Lampe, Pieter Steinz, Robbert Dijkgraaf, Miss Montreal, Oek de Jong, Erik Jan Harmens, Tjeerd Bomhof, DJ St. Paul, Esther Gerritsen, Herman Koch, Michiel Braam, Walter van de Berg, Vrouwkje Tuinman, Leon Verdonschot, Don Diego Poeder, Mustafa Stitou, Piet Gerbrandy, Elke Geurts, Saskia de Jong, H.H. ter Balkt, Paul Bogaers, Saskia De Coster, Alfred Schaffer, Tsead Bruinja, Eva Gerlach en K. Michel |
| Wintertuinfestival 2009 Vrij zwemmen        | Remco Campert, Nico Dijkshoorn, Hugo Brandt Corstius, Dries van Agt, Paulien Cornelisse, Ilja Leonard Pfeijffer, P.F. Thomése, Maxim Hartman, Leine, Giovanca, Menno Wigman, Frans Kusters, Meindert Talma, Vincent Icke, Peter te Bos, Jan Kuitenbrouwer, F. Starik, Anton Valens, Wooden Constructions, Ivo Victoria, Macronizm, Joke van Leeuwen, Joeri Vos, Erik Jan Harmens, Arjen Duinker, Maartje Wortel, Mark Boog, Torre Florim, Awkward i, Walter van de Berg, Saskia De Coster, Dirk van Bastelaere, Arthur Wevers, Tom Pintens, Mark Lotterman, Annelies Verbeke, Yes-R, Susan Smit, H.H. ter Balkt, Els Moors, Ernest van der Kwast, Herman Vuijsje, Christophe Vekeman, Thomas Verbogt, DJ St. Paul, Ruben van Gogh, Roel Bentz van den Berg, Thomas Möhlmann, Karin Amatmoekrim, Solo, Wim Brands, Thomas Quartier en Maurits Westerik |

### Edities vanaf 2010
| Editie                                                          | Optredens (selectie) |
| --------------------------------------------------------------- | --- |
| Wintertuinfestival 2010 Het woord en het wit                    | Adriaan van Dis, Tommy Wieringa, Erik Jan Harmens, Els Moors, Joost Vandecasteele, Daniël Rovers, Maartje Wortel, Bertolf, Eric Corton, Kader Abdolah, Ivo Victoria, Joep Habets, Awee Prins, Erik Molkenboer, The Bony King of Nowhere, Daily Bread, Philip Bosschaerts, La Femme Belge , Gregory Frateur, Elle Bandita, Dennis Storm, Saar Koningsberger, Aafke Romeijn, Wout Waanders, Berend Strik, Edzard Mik, Lunapark, Johan Oosterman, Joke Hermsen, Jaap Robben, Anna Luyten, Ann Demeester, Turntable Tampeloeresen, Donskoy, Asfaltfeeën, Nyk de Vries, Eveline Stoel, Wim Willems, Lizzy van Leeuwen, Alfred Birney, Ellen Deckwitz, Marcel Rözer, Op Ruwe Planken, Maarten Inghels, Jan Vissers, Ilse Schaminee, Tom Bouwmeester, Wim Brands, Vinex, DJ St. Paul, Monokino, Astrid Lampe, Rodaan Al Galidi, Jan Baeke en Mischa Andriessen |
| Wintertuinfestival 2011 Een vorm van verzet                     | Kees van Kooten, Cees Nooteboom, Jules Deelder, Vrouwkje Tuinman, Joris van Casteren, A.L. Snijders, Jannah Loontjens, Lenny Kuhr, Janne Schra, Blaudzun, Neeltje Maria Min, Jan van Mersbergen, Elke Geurts, Eva Mouton, Roy Santiago, Claw Boys Claw, A.H.J. Dautzenberg, GardenFest, Ionica Smeets, Eva Mouton, Ivo Victoria, Tiny Legs Tim, Hanneke Hendrix, Willem Claassen, Bert De Geyter, Maarten Inghels, Daan Cartens, Lucy, Henk Beerten, Lieneke Frerichs, Henk Hofstede, Jan Glas, Maartje Smits, Jibbe Willems, Simon Weeda, Anne Vegter, Peter Ghyssaert, Clinique d'Amour, Bart FM Droog, Wim Brands, Joost II Sickenga, Sara de Bosschere, Marijn Sikken, Op Ruwe Planken, Julien Holtrigter, Wout Waanders, Sebastiaan Andeweg, Johan Roos, Tim Pardijs, Elske van Lonckhuyzen, Turntable Tampeloeresen, Joost de Vries, Silent Disco, Martijn Simons, David Mulder (Poëzie Escribano), Eva Meijer, Ger Groot, Marina Tadic, Jordan Artisan, Ilse Schaminee (Laat zien wat jij met een boek kan). |
| Wintertuinfestival 2012 De ordening van het Universum           | Wim T. Schippers, Maxim Hartman, Tonnus Oosterhoff, P.F. Thomése, Spinvis, Christiaan Weijts, Ivo Victoria, dj's Torre en Jop (De Staat), Onno Blom, Boef en de Gelogeerde Aap, Andy Fierens, Mauro Pawlowski (dEUS), Hanneke Hendrix, Isolde Hallensleben, Mark Boog, Vincent Koreman, Yori Swart, GardenFest, P.J. Roggeband, e.a. |
| Wintertuinfestival 2013 Lichtheid in de literatuur              | Arjan Ederveen, Herman Brusselmans, A.L. Snijders, Joke van Leeuwen, Mustafa Stitou, Thomas Verbogt, Meindert Talma, Case Mayfield, Maartje Wortel, De Speld, Sanneke van Hassel, Walter van den Berg, Hanna Bervoets, Joost de Vries, Willem Claassen, Wilfried de Jong, Tonnus Oosterhoff, Dennis Gaens, Saskia de Jong, Automatic Sam, e.a. |
| Wintertuinfestival 2014 Muziek en literatuur                    | Ilja Leonard Pfeijffer, Arthur Japin, Spinvis, Jaap Robben, Bennie Jolink, Nina Weijers, Douwe Bob, Bert Wagendorp, Hanneke Hendrix, Henk van Straten, Magnus, Broeder Dieleman, Greetje Bijma, Broeder Dieleman, Pim te Bokkel, Marc van der Holst, Johan Roos, Gerjon Gijsbers, Marjolein Visser, Elske van Lonkhuyzen, Kutti MC, e.a. |
| Wintertuinfestival 2015 Hoop                                    | Dominee Gremdaat, Paul Haenen, A.H.J. Dautzenberg, Toon Tellegen, Kader Abdolah, Tommy Wieringa, Nyk de Vries, Rodaan Al Galidi, Simon(e) van Saarloos, Saskia de Coster, Jasper Henderson, Bas Heijne, Tourist Lemc, Henk van Straten, e.a. |
| Wintertuinfestival 2016 Echtheid binnen en buiten de literatuur | Lieke Marsman, Maud Vanhauwaert, Marc van der Holst, Jeroen Olyslaegers, Arjen Lubach, Marjolein Visser, Tobias Nierop, Jantine Wijnja, Maxim Hartman, K. Schippers, Herman Brusselmans, Hagar Peeters, Niña Weijers, Rob Wijnberg, Meindert Talma, e.a. |

## Publicaties, een selectie
- Gelders Literatuurfestival De Wintertuin. 1991